# 卡斯帕 (普法爾茨-茨韋布呂肯伯爵)
卡斯帕（Kaspar von Pfalz-Zweibrücken，1459年—1527年），普法爾茨-茨韋布呂肯伯爵，路德維希一世的長子，1489年至1490年在位。
卡斯帕娶布蘭登堡選侯阿爾布雷希特三世的女兒阿瑪莉埃，但沒有子女。路德維希一世去世後卡斯帕原與弟弟亞歷山大共治，僅一年後亞歷山大將卡斯帕罷黜並獨自統治。